# Modrý vrch (Belianské kopce)
Modrý vrch (250,9 m n. m.), také Velký vrch, je nejvyšší vrch Belianských kopců v Hronské pahorkatině. Nachází se asi 4 kilometry severozápadním směrem od Štúrova.

## Charakteristika
Vrch má tvar vyvýšené plošiny bez výraznějších útvarů. Vystupuje nad okolní krajinu o přibližně 100 m a tvoří nejjižnější část podunajských pahorkatin. Vrch je zčásti porostlý dubovým lesem, část jižních svahů pokrývají vinice.

## Vysílač Modrý vrch
V nejvyšší části Modrého vrchu se nachází vysílač Štúrovo. Ocelová konstrukce s výškou 55 metrů byla postavena v roce 1971 a šíří signál televize i rozhlasu. Navazuje na vysílače Kamzík, Zobor a Sitno a primárně pokrývá město Štúrovo s okolím. Vysoký vyzářený výkon zajišťuje kvalitní pokrytí v celé jihovýchodní části Podunajské nížiny a dolního Pohroní s přesahy do Maďarska.
Asi 2 km západně se nachází i soukromý rádiový vysílač.

### FM vysílače
| Frekvence [MHz] | Program                  | ERP   | Polarizace   |
| --------------- | ------------------------ | ----- | ------------ |
| 96,3            | Rádio Slovensko          | 10 kW | horizontální |
| 103,7           | Rádio FM                 | 10 kW | horizontální |
| 106,2           | Rádio Patria Rádio Devín | 10 kW | horizontální |

### Vysílače DVB-T
| Multiplex               | Kanál | ERP      | Polarizace |
| ----------------------- | ----- | -------- | ---------- |
| 2. multiplex            | 48    | 15,85 kW | vertikální |
| Veřejnoprávní multiplex | 21    | 0,926 kW | vertikální |

## Přístup
- Lesem z okolních obcí Belá, Kamenný Most a Nána